# Puigdelfí
Puigdelfí es una localidad española del municipio de Perafort, perteneciente a la provincia de Tarragona, en la comunidad autónoma de Cataluña.

## Geografía
Discurre junto a la localidad el río Francolí.

## Historia
Hacia mediados del siglo XIX, el lugar, por entonces con ayuntamiento propio, tenía contabilizada una población de 196 habitantes. Aparece descrito en el decimotercer volumen del Diccionario geográfico-estadístico-histórico de España y sus posesiones de Ultramar de Pascual Madoz con las siguientes palabras:

PUIGDELFI: l. con ayunt. en la prov., part. jud. y dióc. de Tarragona (3/4 de hora), aud. terr., c. g. de Barcelona: sit. al NO. de la capital, con buena ventilacion, y clima sano; las enfermedades comunes, son fiebres gástricas, y de carácter inflamatorio. Tiene 35 casas y una igl. parr. (San Sebastian) sub-aneja de la de Perafort, y servida por el mismo vicario; el cementerio está próximo á ella, dentro de la pobl. El térm. confina N. Garidells; E. y S. Perafort, y O. Constantí. El terreno es de viñas, poco huerta, y tierras de pan llevar; le fertiliza el r. Francoli, cuyas aguas impulsan las ruedas de un molino harinero. prod.: granos, legumbres y algun aceite, pero su principal cosecha es de vino, que se gradua en 500 cargas; cria ganado lanar. pobl. 35 vec., 196 alm. cap. prod.: 1.117,379. imp.: 35,521.
(Madoz, 1849, p. 294)

El municipio de Puigdelfí desapareció de cara al censo de 1857 y su término municipal se incorporó al de Perafort. En 2023, la entidad singular de población tenía empadronados 199 habitantes y el núcleo de población, también 199.